# Jason Koon
Jason Koon (* 14. August 1985 in Weston, West Virginia) ist ein professioneller US-amerikanischer Pokerspieler.
Koon gilt als einer der besten Turnierspieler der Welt. Er hat sich mit Poker bei Live-Turnieren mehr als 55,5 Millionen US-Dollar erspielt und steht damit auf dem dritten Platz der erfolgreichsten Pokerspieler nach Turnierpreisgeldern. Der Amerikaner ist mit zehn Titeln Rekordsieger der Triton Poker Series, bei der er sich über 26 Millionen US-Dollar an Preisgeldern sicherte. Darüber hinaus gewann er 2017 das Super High Roller der PokerStars Championship sowie 2021 ein Bracelet bei der Heads-Up Championship der World Series of Poker.

## Persönliches
Koon schloss die Lewis County High School in seiner Geburtsstadt Weston im Jahr 2003 ab und besuchte anschließend das West Virginia Wesleyan College in Buckhannon. Dort machte er einen Master of Business Administration in Finanzwissenschaften. Anschließend arbeitete er kurzzeitig als Versicherungsverkäufer, ehe er den Job 2008 kündigte, um eine Karriere als professioneller Pokerspieler einzuschlagen. Koon zog 2011 von Vancouver nach Zypern, wo er gemeinsam mit Chris Moorman in einer WG wohnte. Mittlerweile lebt der Amerikaner in Las Vegas und ist seit 2019 verheiratet. Das Paar wurde 2021 und 2023 jeweils Eltern eines Sohnes.

## Pokerkarriere

### 2006–2011: Erfolge beim Onlinepoker und erster Live-Turniersieg
Koon begann 2006, während des College, mit Poker. Er spielte zunächst vorrangig Onlinepoker und gewann als NovaSky auf der Plattform Full Tilt Poker einige hochdotierte Turniere. Beim Onlinepokerraum PokerStars nutzt der Amerikaner den Nickname JAKoon1985 und gewann u. a. im April 2009 ein Turnier der Spring Championship of Online Poker mit einer Siegprämie von über 300.000 US-Dollar. Anschließend stand er zeitweise unter den Top 40 des PokerStake-Rankings, das die erfolgreichsten Onlinepoker-Turnierspieler weltweit listet. Bis Jahresende 2011 erspielte er sich Online-Preisgelder von rund 2,2 Millionen US-Dollar, die etwa in gleichen Teilen auf den beiden Plattformen erspielt wurden.
Seine erste Geldplatzierung bei einem Live-Turnier erzielte Koon im Juli 2008 im Venetian Resort Hotel am Las Vegas Strip bei einem Event der Variante No Limit Hold’em. Im Juni 2009 war er erstmals bei der World Series of Poker (WSOP) im Rio All-Suite Hotel and Casino am Las Vegas Strip erfolgreich und kam bei zwei Turnieren in die Geldränge. Ende November 2009 sicherte sich der Amerikaner im Venetian Resort Hotel beim Main Event des Deep Stack Extravaganza als Dritter über 60.000 US-Dollar. Beim Main Event der World Poker Tour (WPT) im Hotel Bellagio am Las Vegas Strip erreichte er Mitte Oktober 2010 den Finaltisch und beendete das Turnier auf dem mit mehr als 225.000 US-Dollar dotierten vierten Platz. Bei der WSOP 2011 erzielte Koon sechs Geldplatzierungen und kam erstmals beim Main Event der Turnierserie ins Preisgeld. Ende August 2011 gewann er in Bell Gardens, einem Vorort von Los Angeles, beim Legends of Poker sein erstes Live-Turnier und erhielt den Hauptpreis von 20.500 US-Dollar.
Zum Jahresende 2011 lag die Summe von Koons gewonnenen Live-Turnierpreisgeldern bei knapp 500.000 US-Dollar.

### 2012–2014: Hochdotierte Turnierpreisgelder
Im Januar 2012 belegte der Amerikaner beim High Roller des PokerStars Caribbean Adventures (PCA) auf den Bahamas den vierten Platz und erhielt dafür über 270.000 US-Dollar. Bei der WSOP 2012 erreichte er bei einem Heads-Up-Turnier, das in einem Mix aus den Varianten No Limit Hold’em und Pot Limit Omaha gespielt wurde, nach Siegen gegen u. a. Adam Kornuth, Jonathan Clancy, Josh Arieh, Annette Obrestad und Simeon Najdenow das Finale gegen Leif Force. Dort unterlag er seinem Landsmann und musste sich als Zweiter mit einer Auszahlung von knapp 130.000 US-Dollar begnügen. Anschließend erzielte Koon bei der Turnierserie noch fünf weitere Geldplatzierungen. Mitte Januar 2013 saß er bei einem Six Max des PCA am Finaltisch und erhielt als Dritter knapp 170.000 US-Dollar. Bei der WSOP 2013 belegte der Amerikaner bei einem Mixed Max den mit über 130.000 US-Dollar dotierten vierten Rang und kam auch beim teuersten Event auf dem Turnierplan, dem High Roller for One Drop mit einem Buy-in von 111.111 US-Dollar, auf einen bezahlten Platz. Beim Bellagio Cup belegte er wenige Wochen später den zweiten Rang und sicherte sich 316.000 US-Dollar. Mitte November 2013 wurde Koon auf St. Kitts beim Alpha8 der WPT Vierter und mit rund 300.000 US-Dollar prämiert. Ende November 2013 nahm er an der siebten und finalen Staffel der PartyPoker.com Premier League teil und sicherte sich in Kahnawake mit knapp 120.000 US-Dollar das fünftmeiste Preisgeld aller Spieler. Im Juni 2014 erreichte der Amerikaner fünfmal die Preisgeldränge bei Events der WSOP 2014. Mitte Dezember 2014 beendete er die erste Austragung des Aria High Roller im Aria Resort & Casino am Las Vegas Strip ebenfalls auf einem bezahlten Rang.
Insgesamt lagen Koons Live-Turniergewinne bis Jahresende 2014 bei über 2,5 Millionen US-Dollar. Online hatte er sich zu diesem Zeitpunkt mehr als 3,5 Millionen US-Dollar erspielt.

### 2015–2017: Sieg bei derSeminole Hard Rock Poker Open Championshipund demPokerStars Championship Super High Roller

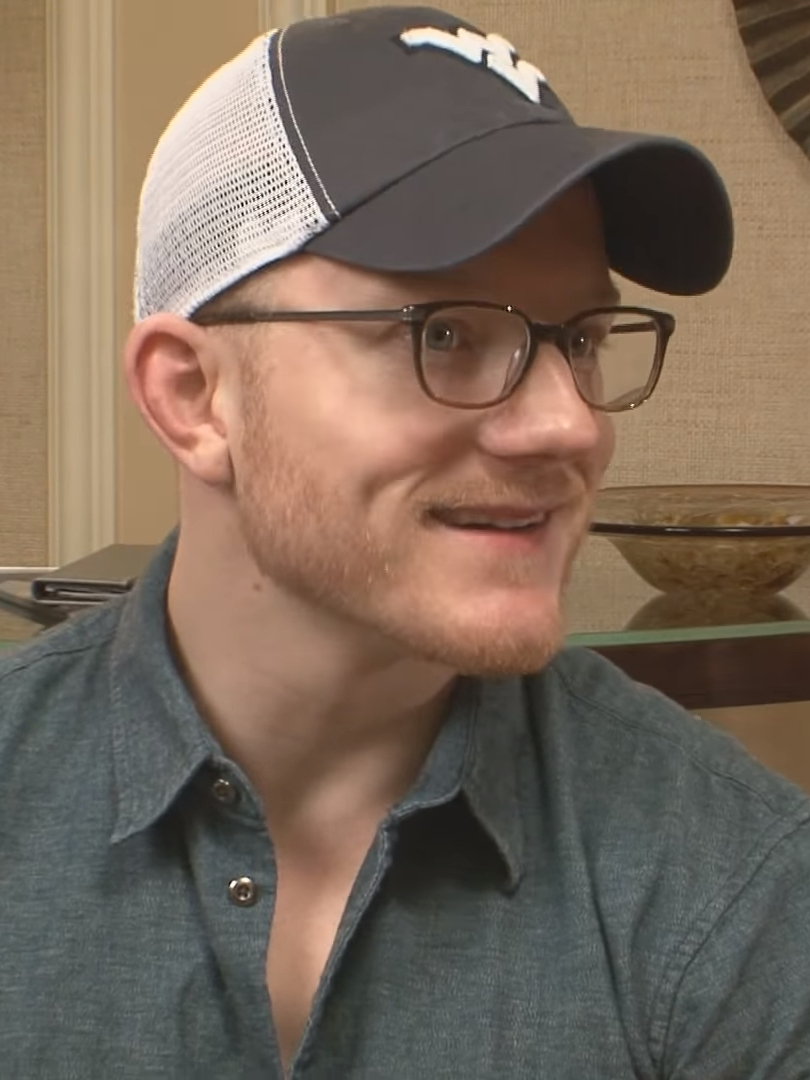
Koon beim Alpha8 der World Poker Tour (2015)

Anfang März 2015 gewann der Amerikaner das Turbo High Roller des L.A Poker Classic in Los Angeles und erhielt dafür eine Siegprämie von über 435.000 US-Dollar. Ende desselben Monats beendete er das Aria High Roller auf dem zweiten Platz, der aufgrund eines Deals mit Byron Kaverman und Kyle Julius mit rund 235.000 US-Dollar dotiert war. Bei der WSOP 2015 erreichte Koon zwei Finaltische. Anfang Juli 2016 siegte er bei einem High Roller im Bellagio und wurde mit mehr als 500.000 US-Dollar prämiert. Einen Monat später entschied der Amerikaner die Seminole Hard Rock Poker Open Championship im Seminole Hard Rock Hotel & Casino in Hollywood im US-Bundesstaat Florida für sich und sicherte mit dem Hauptpreis von einer Million US-Dollar sein erstes siebenstelliges Preisgeld. Im Bellagio belegte er im Dezember 2016 an zwei aufeinanderfolgenden Tagen einen ersten und zweiten Platz bei Side-Events des Five Diamond World Poker Classic, die mit insgesamt knapp 750.000 US-Dollar dotiert waren. Im Januar 2017 gewann Koon das Super High Roller der ersten Austragung der PokerStars Championship auf den Bahamas. Dafür setzte er sich gegen 40 andere Spieler durch und erhielt eine Siegprämie von rund 1,65 Millionen US-Dollar. Beim WPT-Main-Event in Hollywood wurde der Amerikaner Anfang April 2017 Fünfter und sicherte sich knapp 160.000 US-Dollar. Im Juli 2017 wurde er beim Aria High Roller einmal Zweiter und einmal Erster, was ihm Preisgelder von rund 560.000 US-Dollar einbrachte. Ab Ende August 2017 spielte Koon bei der achten Staffel des Fernsehformats Poker After Dark und gewann eine mit 300.000 US-Dollar dotierte Episode. Beim Five Diamond World Poker Classic im Bellagio setzte er sich Ende November 2017 beim ersten High Roller durch und erhielt aufgrund eines Deals mit Isaac Haxton knapp 300.000 US-Dollar.
Insgesamt hatte Koon bis Jahresende 2017 Turniergewinne von mehr als 10,5 Millionen US-Dollar aufzuweisen. Im Jahr 2017 wurde er als Markenbotschafter vom Onlinepokerraum partypoker unter Vertrag genommen und spielte auf der Plattform anschließend unter seinem echten Namen.

### 2018: Erster Titel bei derTriton Seriesund Turnierpreisgeld von über 12 Millionen US-Dollar

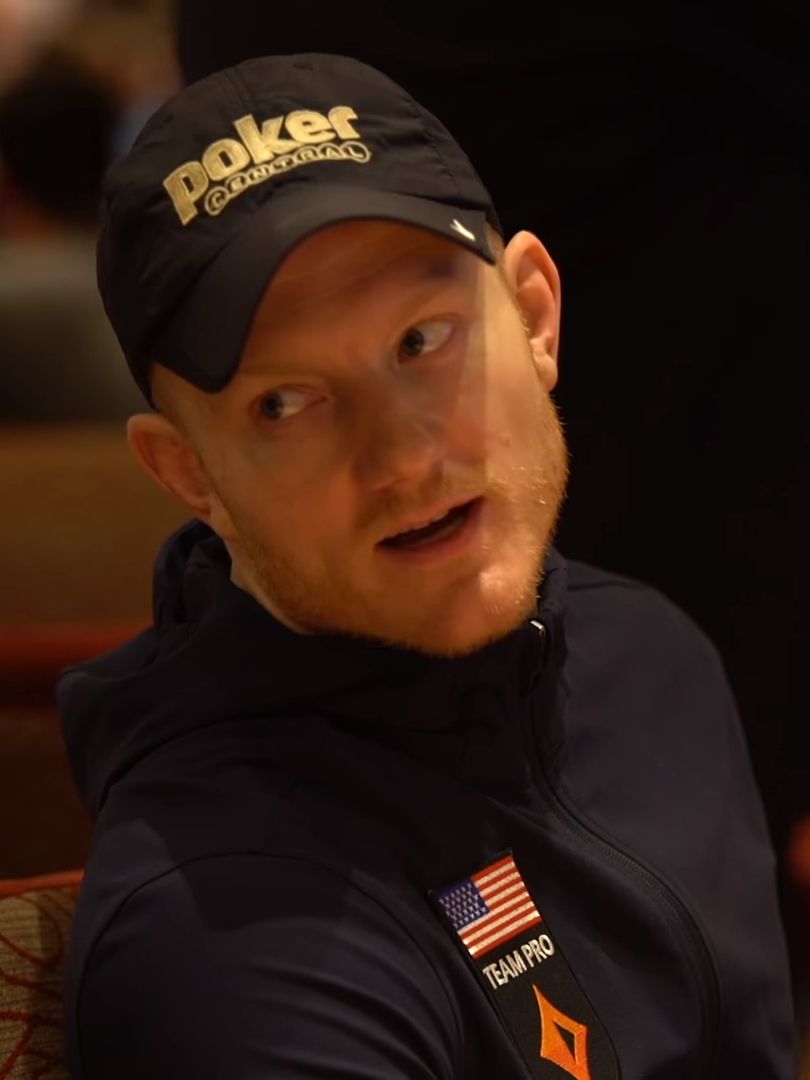
Koon bei einem High Roller im Hotel Bellagio (2018)

Ins Kalenderjahr 2018 startete Koon mit einem Sieg bei einem eintägigen High Roller des PCA mit einem Hauptpreis von über 420.000 US-Dollar. Im März 2018 belegte er beim Super High Roller Bowl China in Macau den neunten Platz, der mit umgerechnet knapp 750.000 US-Dollar prämiert wurde. Rund einen Monat später wurde der Amerikaner beim Super High Roller der partypoker Millions in Barcelona Vierter und sicherte sich 500.000 Euro. Im Mai 2018 spielte er erstmals bei der Triton Poker Series und gewann im montenegrinischen Budva ein eine Million Hongkong-Dollar teures und in Short Deck gespieltes Turnier mit einer Siegprämie von umgerechnet mehr als 3,5 Millionen US-Dollar, die das bislang höchste Preisgeld seiner Pokerkarriere darstellt. Eine Woche später sicherte sich Koon auch bei einem Super High Roller im Aria Resort & Casino den Sieg und erhielt nach einem Deal mit Matthias Eibinger ein Preisgeld von über einer Million US-Dollar. Fünf Tage später wurde Koon beim Super High Roller Bowl Dritter, was ihm ein Preisgeld von 2,1 Millionen US-Dollar einbrachte. Bei der WSOP 2018 erzielte er fünf Geldplatzierungen, die ihm summiert über 800.000 US-Dollar zusicherten. Ende Juli 2018 saß der Amerikaner bei zwei Events der Triton Series im südkoreanischen Jeju-do am Finaltisch und sicherte sich umgerechnet mehr als 1,5 Millionen US-Dollar. Mitte Dezember 2018 belegte er beim Bellagio 100K des Five Diamond World Poker Classic den mit 888.000 US-Dollar dotierten zweiten Platz.
Koons Turniergewinne im Jahr 2018 lagen insgesamt bei knapp 12,5 Millionen US-Dollar, womit er sich nach Justin Bonomo und Mikita Badsjakouski das drittmeiste Preisgeld aller Pokerspieler erspielte und seine Gesamtgewinne auf mehr als 23 Millionen US-Dollar schraubte.

### 2019–2020: Zwei Titel bei derTriton Seriesund COVID-19-Pandemie
Anfang März 2019 erreichte Koon vier Finaltische der Triton Series in Jeju-do. Insbesondere aufgrund der Siege bei einem eine Million Hongkong-Dollar teuren Short-Deck-Turnier sowie beim Triton Refresh sicherte er sich so Preisgelder von umgerechnet mehr als 4,5 Millionen US-Dollar. Anfang August 2019 erreichte er bei der Triton Series in London erneut einen Finaltisch und belegte dort den mit umgerechnet rund 1,1 Millionen US-Dollar dotierten zweiten Platz. Beim Super High Roller Bowl Bahamas wurde der Amerikaner Mitte November 2019 Siebter und erhielt knapp 640.000 US-Dollar. Nach einer weiteren Geldplatzierung bei den partypoker Millions World Bahamas erzielte er aufgrund der COVID-19-Pandemie, die die Live-Pokerszene weitestgehend zum Erliegen brachte, anschließend für über anderthalb Jahre keine weitere Live-Geldplatzierung. Stattdessen kam Koon auf der Onlinepoker-Plattform GGPoker viermal bei der erstmals ausgespielten World Series of Poker Online in die Geldränge und erhielt sein höchstes Preisgeld von knapp 300.000 US-Dollar für den siebten Platz bei der NLH Poker Players Championship.
Ende 2020 lagen Koons kumulierte Turniergewinne bei mehr als 31 Millionen US-Dollar.

### 2021–2022: Bracelet und Siege bei derTriton Series, demHigh Stakes Duelund derPokerGO Tour Championship
Im Juli 2021 trennte er sich von seinem Sponsor partypoker und unterzeichnete rund zwei Monate einen Vertrag mit der Plattform GGPoker, deren Markenbotschafter er seitdem ist. Mitte Juli 2021 entschied Koon das sechste Turnier des PokerGO Cup im Aria Resort & Casino mit einer Siegprämie von 324.000 US-Dollar für sich. An gleicher Stelle wurde er Mitte September 2021 Zweiter beim elften Event der Poker Masters und sicherte sich 442.000 US-Dollar. Bei der WSOP 2021 entschied der Amerikaner, der zu diesem Zeitpunkt als einer der besten Pokerspieler ohne Bracelet galt, nach Siegen gegen Chris Brewer, Nicolai Morris, Johannes Becker, Jake Daniels, Henri Puustinen und Gábor Szabó die Heads-Up Championship für sich und erhielt knapp 250.000 US-Dollar sowie ein Bracelet. Beim 50.000 US-Dollar teuren High-Roller-Event der Serie wurde er anderthalb Monate später Vierter und sicherte sich knapp 500.000 US-Dollar. Im Hotel Bellagio belegte der Amerikaner Anfang Dezember 2021 den zweiten Platz bei einem 100.000 US-Dollar teuren High Roller des Five Diamond World Poker Classic und erhielt aufgrund eines Deals mit Justin Bonomo knapp 670.000 US-Dollar. Im April 2022 kam Koon im nordzyprischen Kyrenia bei zwei Turnieren der Triton Series auf die bezahlten Plätze und belegte anschließend an gleicher Stelle bei gleich fünf Events der Super High Roller Series Europe den dritten Platz, was ihm Preisgelder von insgesamt knapp 2 Millionen US-Dollar einbrachte. Bei der Triton Series in Madrid kam er im Mai 2022 dreimal in die Geldränge und gewann das teuerste Event der Turnierserie, ein Short-Deck-Event mit einem Buy-in 150.000 Euro, mit einem Hauptpreis von 1,75 Millionen Euro, womit er mit seinem vierten Titel gemeinsam mit Mikita Badsjakouski zum Rekordsieger der Triton Series wurde. Anfang Oktober 2022 gewann der Amerikaner das Main Event der Poker Masters mit einer Siegprämie von 666.000 US-Dollar und belegte damit hinter Sean Winter den zweiten Platz beim Rennen um das Purple Jacket™. Am 7. Dezember 2022 besiegte Koon seinen Landsmann Phil Hellmuth beim mit 1,6 Millionen US-Dollar dotierten High Stakes Duel im Aria Resort & Casino. Aufgrund seiner Resultate bei Turnieren der PokerGO Tour qualifizierte sich Koon als Drittplatzierter für die PokerGO Tour Championship am 21. und 22. Dezember 2022 im Aria Resort & Casino und entschied dieses Turnier für sich. Dafür wurde er mit einer Prämie von 500.000 US-Dollar sowie der Trophäe der PGT Championship ausgezeichnet.
Bis Jahresende 2022 sicherte sich Koon Turnierpreisgelder von knapp 42,5 Millionen US-Dollar, nur vier Spieler hatten sich zu diesem Zeitpunkt mehr Preisgelder erspielt.

### Seit 2023: Alleiniger Rekordsieger derTriton Series
Im März und Mai 2023 gewann der Amerikaner jeweils ein Side-Event der Triton Series bei deren Stops in Hội An und Kyrenia, sicherte sich dadurch Preisgelder von über 1,2 Millionen US-Dollar und wurde mit seinem fünften und sechsten Titel zum alleinigen Rekordsieger der Turnierserie. Anschließend gewann er bei der Turnierserie in Kyrenia auch erstmals das Main Event, das nach einem Deal mit Sam Greenwood mit knapp 2,5 Millionen US-Dollar dotiert war. Seinen achten Titel der Triton Series gewann Koon Anfang August 2023 in London, wo er ein Event mit einer Siegprämie von knapp 1,6 Millionen US-Dollar für sich entschied. Rund eine Woche später gewann er beim mit knapp 830.000 US-Dollar dotierten Short Deck Main Event sein neuntes Event der Turnierserie. Beim nächsten Stopp in Monte-Carlo baute der Amerikaner Anfang November 2023 seinen Rekord mit einem Sieg in Pot Limit Omaha auf zehn Titel aus. Im Dezember 2023 sicherte er sich durch Finaltische beim Super High Roller und Ultra High Roller der erstmals ausgetragenen World Series of Poker Paradise auf den Bahamas Preisgelder von 2,4 Millionen US-Dollar.

### Preisgeldübersicht
Koon ist mit erspielten Preisgeldern von über 55,5 Millionen US-Dollar nach Bryn Kenney und Justin Bonomo der dritterfolgreichste Pokerspieler. Davon gewann er mehr als 26 Millionen US-Dollar bei der Triton Poker Series, was ihn zum zweiterfolgreichsten Spieler der Serie macht.
| Jahr   | Preisgeld (in $) | Turniersiege |
| ------ | ---------------- | ------------ |
| 2008   | 1.976            | 0            |
| 2009   | 96.972           | 0            |
| 2010   | 245.772          | 0            |
| 2011   | 103.031          | 1            |
| 2012   | 592.770          | 0            |
| 2013   | 1.451.024        | 0            |
| 2014   | 268.224          | 0            |
| 2015   | 842.084          | 2            |
| 2016   | 2.890.926        | 3            |
| 2017   | 4.297.862        | 4            |
| 2018   | 12.478.538       | 3            |
| 2019   | 7.832.549        | 2            |
| 2020   | 0                | 0            |
| 2021   | 2.962.749        | 2            |
| 2022   | 8.323.248        | 4            |
| 2023   | 13.374.382       | 6            |
| 2024   | 0                | 0            |
| gesamt | 55.762.107       | 27           |